# Amaury Guichon
Amaury Guichon (15 maart 1991) is een Frans-Zwitsers banketbakker en internetberoemdheid.
Guichon ging naar de École Hôtelière Savoie Leman in Thonon-les-Bains en liep stage in de Wolfisberg-bakkerij in Genève en in het Maison Lenôtre in Parijs. In 2010 noemde de Société nationale des Meilleurs ouvriers de France hem beste leerling van Frankrijk. Hij ging vervolgens aan de slag voor Lenôtre in Cannes en bij Hugo & Victor in Parijs. Op zijn 21ste was Guichon chef-de-cuisine. In 2013 nam hij deel aan het kookprogramma Qui sera le prochain grand pâtissier? op France 2. In 2014 verhuisde hij naar de Verenigde Staten op uitnodiging van Jean-Philippe Maury. In 2016 begon Guichon zijn creaties – grootschalige en gedetailleerde imitaties van voorwerpen in gebak – op sociale media te delen; sindsdien vergaarde hij meer dan 19 miljoen volgers op TikTok en 10 miljoen op Instagram. De kok gaf verder het boek The Art of Flavor (2018) uit en heeft een eigen banketbakkersacademie in Las Vegas. Hij was ook gastheer van het Netflix-programma School of Chocolate (2021-2022).